# Four Corners Monument

Four Corners

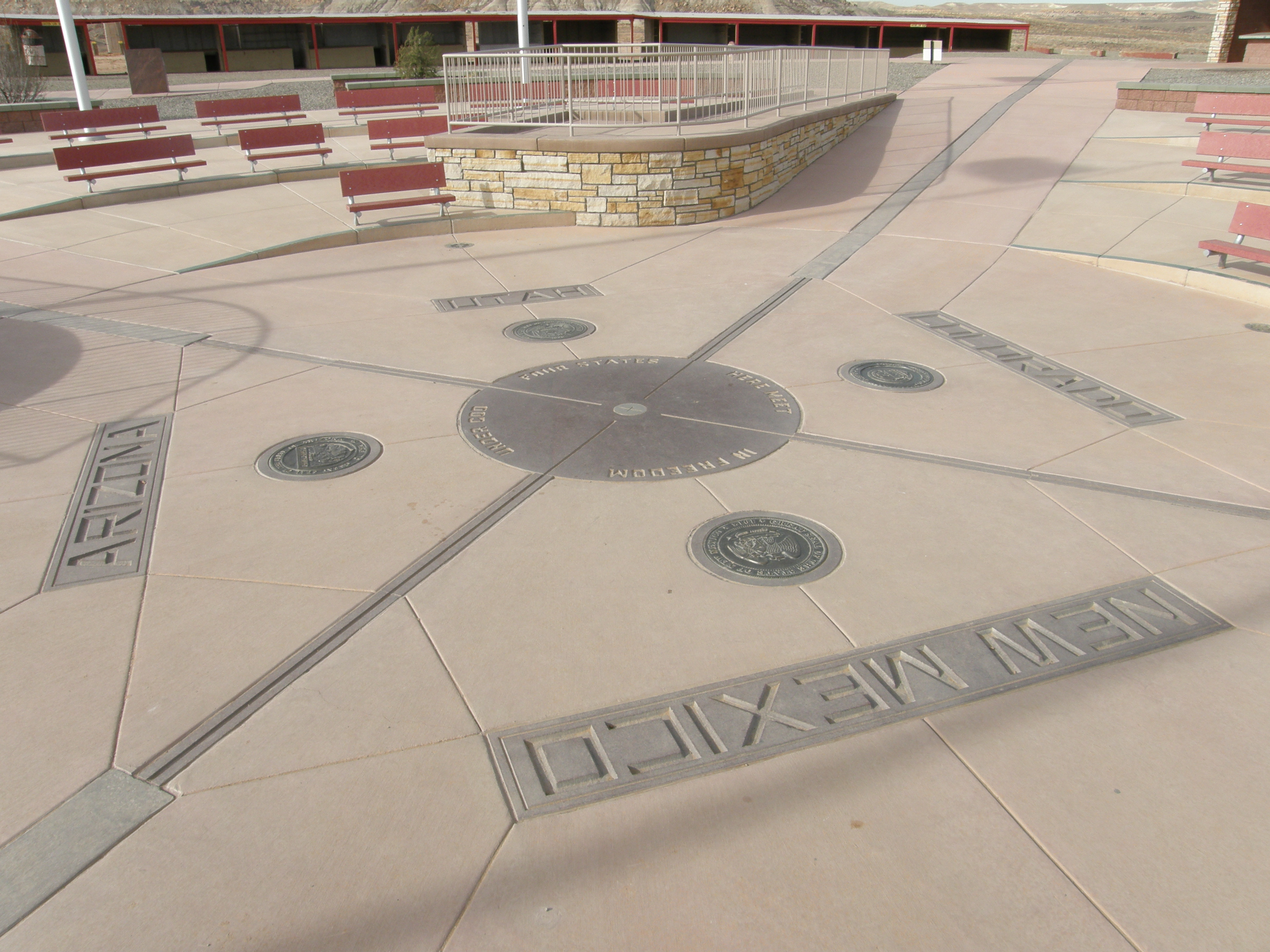
Four Corners Monument nach der Überholung 2010

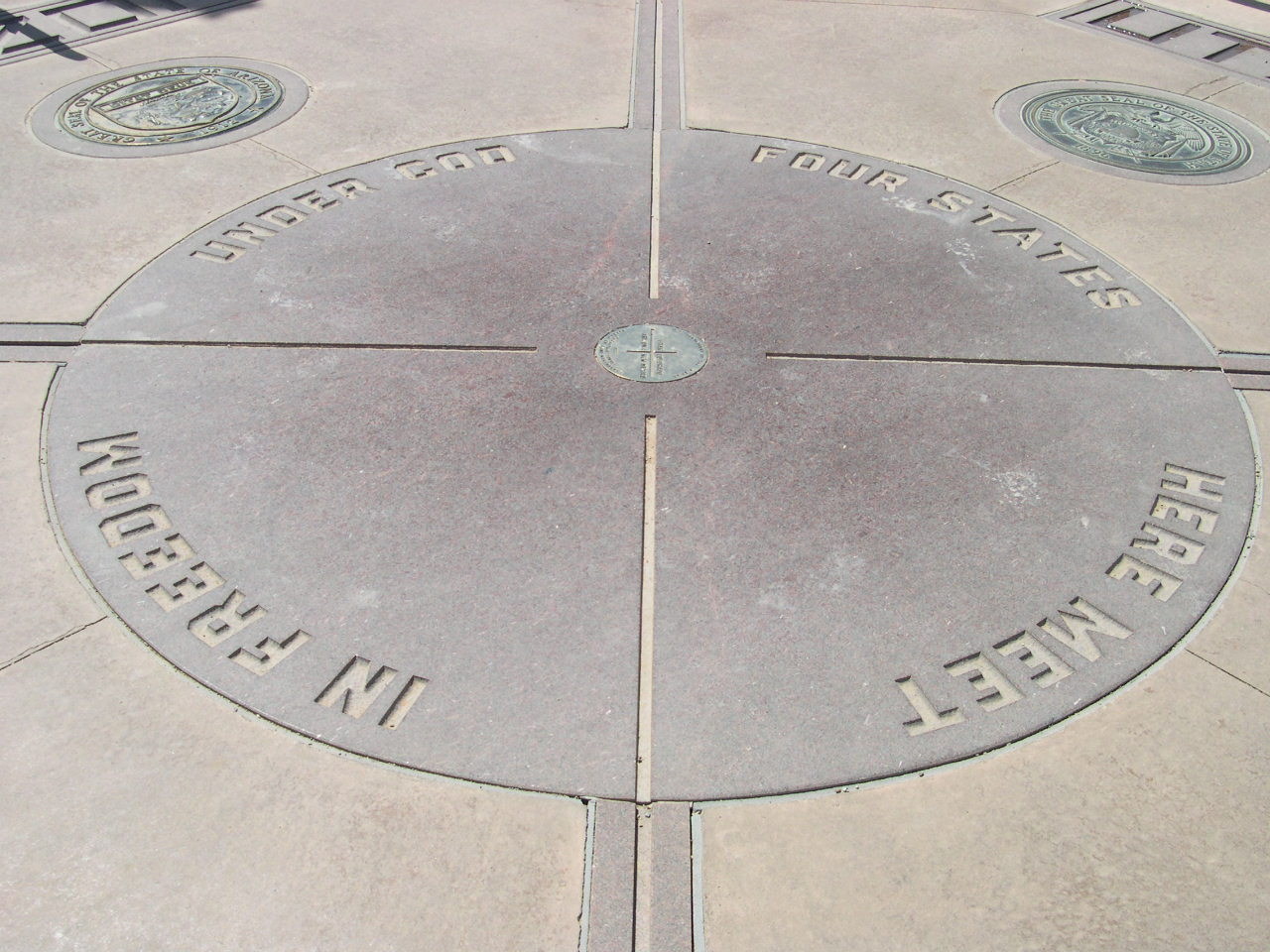
Four Corners Monument (Detail)
Norden ist rechts

Das Four Corners Monument ist ein Denkmal an den Four Corners [fɔː ˈkɔːnəz] (deutsch Vier Ecken). Es wurde an der Stelle errichtet, an der die vier US-Bundesstaaten Utah, Colorado, New Mexico und Arizona (im Uhrzeigersinn, beginnend im Nordwesten) aufeinandertreffen. Dies ist das einzige Bundesstaaten-Vierländereck der Vereinigten Staaten. Es liegt auf dem Colorado-Plateau und gehört zur Navajo Nation, dem selbstverwalteten Territorium der Navajo.
Es gab seit der Mitte des 19. Jahrhunderts wiederholt Grenzänderungen der an diesem Punkt aneinander angrenzenden Gebiete. Zu einem Vierer-Grenzpunkt wurde er 1863, als vom New-Mexico-Territorium das neu gebildete Arizona-Territorium abgetrennt wurde. Die Grenze zwischen New Mexico und Arizona stieß an ihrem nördlichen Ende an die bereits bestehende, entlang desselben Längenkreises verlaufende Grenze zwischen dem Utah- und dem Colorado-Territorium. (Zu Bundesstaaten wurden die vier Territorien erst später.)

## Geschichte
1875 wurde der Grenzpunkt erstmals durch eine Sandsteinsäule vermarkt; diese wurde 1899 durch einen neuen Stein ersetzt. 1912 wurde eine einfache Zementplatte um den Grenzstein herum gegossen. 1931 wurde der Punkt durch eine in Zement eingebettete Messingscheibe markiert. 1992 wurde das Monument von Grund auf neu gestaltet: Seither besteht es aus einer quadratischen steinernen Plattform mit einer runden Granitplatte in der Mitte, in deren Zentrum vom US-Innenministerium eine neu gestaltete aluminiumbronzene Grenzmarke eingesetzt wurde. 2010 wurde das Monument nochmals erneuert, wobei die Scheibe in der Mitte nicht verändert wurde.
Die Granitplatte trägt die Inschrift
Here meet · in freedom · under God · four states
(deutsch: Hier treffen sich vier Staaten in Freiheit unter Gott). Der Schriftzug ist im Kreis angeordnet, in jedem der vier Sektoren stehen zwei Worte. Je nach Startpunkt ergeben sich drei weitere Lesemöglichkeiten: In freedom · under God · four states · here meet / Under God · four states · here meet · in freedom / Four states · here meet · in freedom · under God. Um die Granitplatte herum sind in den einzelnen Sektoren die Wappen der jeweiligen Staaten angebracht.
Trotz seiner abgelegenen Lage hat der Punkt sich zu einem Touristenzentrum entwickelt, das vom Navajo Parks and Recreation Department betrieben wird. Um das Monument herum verkaufen Navajo- und Ute-Künstler Souvenirs und Snacks.
In der Gegend um Four Corners wurde durch Satellitendaten eine gewaltige Methanemission aus nahe gelegenen Kohleabbaustätten entdeckt. Mit geschätzten 600.000 Tonnen pro Jahr sind die Emissionen größer als die der gesamten britischen Öl-, Gas- und Kohleindustrie.